# Bistum Yantai
Das in der Volksrepublik China gelegene Bistum Yantai (lat. Dioecesis Ientaevensis) wurde am 22. Februar 1894 als Apostolisches Vikariat von Scian-Ton Orientale begründet, wechselte aber seinen Namen am 3. Dezember 1924 auf Apostolisches Vikariat von Chefoo, bevor es am 11. April 1946 unter dem Namen Yentai zum Bistum erhoben wurde.
Das zur Kirchenprovinz Jinan gehörende Bistum zählte 1950 lediglich 2.072 Katholiken, was 0,1 % der Bevölkerung in dieser Region darstellte. Mit 16 Diözesanpriestern bereits weit entwickelt, hatte es zudem 5 Ordenspriester und 33 Ordensschwestern. Es war ein Missionsgebiet der Franziskaner (OFM), die auch die Apostolischen Vikare und Bischöfe stellten; es gab nur zwei.
Aufgrund der politischen Verhältnisse konnte das Bistum bis heute nicht mehr besetzt werden.

## Ordinarien
- Césaire Jean Shang OFM (1894 – 1911)
- Adéodat-Jean-Roch Wittner OFM (1911 – 1936)
- Louis Prosper Durand OFM (1938 – 1950)
- Alphonse Tsung Huai-mo OFM (1951 – 1975)
- Zhang Ri-jin (seit 1960)
- John Gao Kexian (1997 – 2005)